# Kinakommittén
Kinakommittén är en forskningsstiftelse för Kina- och Östasienforskning som har varit verksam sedan 1919.

## Historik
Kinakommittén bildades som en fristående forskningsorganisation i september 1919 för att stödja den naturvetenskapliga utforskning som geologen och den f.d. polarforskaren Johan Gunnar Andersson (1874–1960) initierat i samarbete med både svenska och kinesiska forskningsinstitutioner.  Andersson var sedan 1914 anställd som rådgivare åt Kinas regering, där han och Ding Wenjiang (1887–1936), chef för Kinas geologiska undersökning som grundats 1916, samarbetade för att kunna kartlägga landets naturhistoria och geologi. Detta var av vikt både för Ding Wenjiangs institution och för svenska naturforskare som på så sätt fick tillgång till ett helt nytt forskningsfält och möjlighet till utbyten med Kina som en ny samarbetspartner. I Sverige knöts tidigt Naturhistoriska riksmuseet samt Stockholms- och Uppsala universitet till utbytet. Inledningsvis skapades vad som kallades "Kinafonden" i Stockholm av svenska sponsorer för att stödja det vetenskapliga arbetet.  På Anderssons initiativ fördes dock 1919 medel från en aldrig genomförd Sydpolsexpedition över till Kina för att ytterligare stärka finansieringen av fältarbetet vilket ledde till skapandet av Kinakommittén som också tog över Kinafondens medel. På grund av kopplingen till polarforskningen blev Kinakommitténs förste ordförande amiral Louis Palander af Vega (1842–1920). Andra drivande ledamöter i Kinakommitténs styrelse var vid bildandet också mecenaten Axel Lagrelius (1863–1944), som handlagt Kinafonden, och Anderssons namne, Gunnar Andersson (1865–1928), professor i ekonomisk geografi vid Handelshögskolan i Stockholm. Efter Palander af Vegas död övertog Sveriges kronprins, sedermera kung Gustaf VI Adolf (1882–1973), ordförandeskapet. Han kom att förbli engagerad i Kinakommitténs verksamhet fram till sin död 1973.
Under kronprinsens, Lagrelius och Gunnar Anderssons ledning översåg Kinakommittén under 1920- och 1930-talen ekonomiskt stöd till både svenska och kinesiska forskare och till de institutioner som ingick i samarbetet. Utbytet var betydande. Kinakommitténs sekreterare Gunnar Andersson konstaterade 1922 att "det svenska-kinesiska forskningsarbete" som kommittén sponsrade "kunde betecknas som samtidens mest omfattande" med ett annat land.  Även kinesiska studenter stöttades av Kinakommittén. Bland annat finansierades större delen av paleontologen Zhou Zanhengs (1893–1967) vistelse och studier i Stockholm 1918–1922 av Kinakommittén och dess föregångare Kinafonden. Zhou blev genom stödet Stockholms högskolas förste utbytesstudent från Kina.

## Skapandet av Östasiatiska museet
På grund av kronprins Gustaf VI Adolfs personliga intresse för arkeologi, och genom resultaten av Johan Gunnar Anderssons fältforskningar, kom Kinakommittén snart att stödja också arkeologisk- och kulturhistorisk forskning, vilket senare kom att bli dess huvudriktning. 1921 bekostade Kinakommittén exempelvis genom privata donationer de arkeologiska utgrävningar i Kina som utfördes i Johan Gunnar Anderssons regi mellan den 27 oktober och 1 december utanför Yangshaobyn i Henanprovinsen i samarbete med Kinas geologiska undersökning och efter tillstånd av Kinas regering. Utgrävningarna resulterade i upptäckten av den första förhistoriska kinesiska kulturen, den s.k. Yangshaokulturen. Efter överenskommelse mellan Kinakommittén och Kinas dåvarande regering fick Kommittén rätt att behålla hälften av de arkeologiska samlingarna i utbyte mot sin finansiering av fältforskningen i Kina, efterbearbetningen av material i Sverige, och publiceringen av resultaten i Kina, medan den andra hälften skickades tillbaka till den kinesiska sidan.   Kinakommittén verkade sedan för att skapa ett nytt museum i Sverige om Kinas och Östasiens kulturhistoria och arkeologi med utgångspunkt ifrån samlingarna. Det ledde 1925 till upprättandet av de s.k. Östasiatiska samlingarna – the Museum of Far Eastern Antiquities på engelska – som först ställdes ut på det nedlagda Östermalmsfängelset i Stockholm innan de fick ett nytt hem i Handelshögskolans nya lokaler på Sveavägen 65 i Stockholm året därpå. I samband med detta överlät Kinakommittén samtidigt samlingarna till svenska staten, vilket gjordes på villkor att "deras vetenskapliga bearbetning tryggades och garanterades samt deras huvudbestånd bleve säkerställt i ett svenskt museum". Kinakommittén fortsatte därefter att utöva "på ett mycket aktivt sätt en stödjande och rådgivande verksamhet" för Östasiatiska museet vilket också fastställts vid dess bildande genom ett beslut i Kungl. Maj:t den 14 maj 1926.

## Startandet avThe Bulletin of the Museum of Far Eastern Antiquities
Under 1900-talet fortsatte Kinakommittén sin verksamhet som en fristående främjare av svensk Östasienforskning och för vetenskapsutbyten relaterade till Östasiatiska museet. Betoningen på Kinaforskning dominerade. Efter Johan Gunnar Anderssons tid som aktiv forskare, rekryterades främst sinologer till dess styrelse, såsom Bernhard Karlgren (1889–1978) och senare Göran Malmqvist (1924–2019).
På tioårsdagen av Kinakommitténs grundande startades utgivningen av den vetenskapliga tidskriften The Bulletin of the Museum of Far Eastern Antiquities (BMFEA) med hjälp av privata donationer till Kommittén.  Tidskriften är än idag en ledande tidskrift för forskning om Kina- och Östasiensamlingarna i Sverige, och om Östasiens kulturer och historia.  Den har traditionellt genom dess redaktion haft en stark ställning för Kinaforskningen i Sverige. Efter J.G. Andersson blev Kinakommitténs ledamot och sedermera Östasiatiska museets chef Bernhard Karlgren redaktör för tidskriften under 40 år.

## Kinakommittén på 2000-talet
Kinakommittén verkar numera som en stiftelse. Dess ordförande är 2021 Kinaforskaren och vetenskapshistorikern Jan Romgard.